# Villa Cappello
Villa Cappello, detta "Imperiale" è una villa veneta di Galliera Veneta, in provincia di Padova.

## Storia
Già dal 1508 la famiglia veneziana dei Cappello, nella persona di Piero, possedeva, a Galliera Veneta, nove campi e una casa. Sarà solo nel 1530 che il primo nucleo, ossia il palazzo dominicale, verrà ingrandito, dato soprattutto l'aumento delle proprietà terriere della famiglia. È in questa fase di ampliamento che si deve inserire la creazione del parco all'italiana.

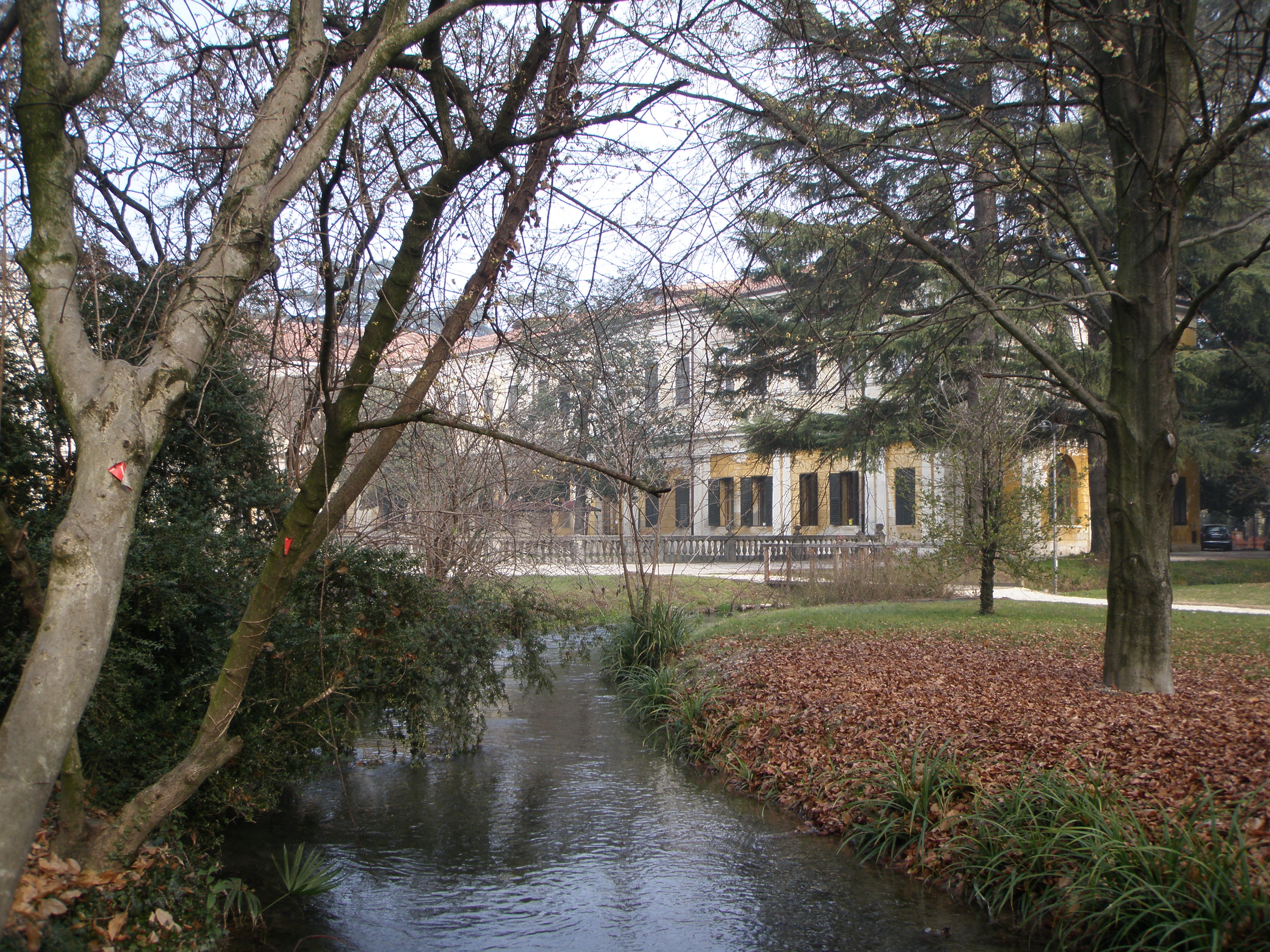
Facciata retrostante di Villa Cappello

Nel 1821 la proprietà passerà ad un'altra famiglia veneziana: i Comello, i quali chiederanno a Francesco Bagnara, architetto e scenografo, nonché detentore di una cattedra di paesaggio presso l'Accademia delle Belle Arti di Venezia, di disegnare il nuovo parco secondo il gusto inglese.
Francesco Bagnara salva e valorizza la struttura base del parco ingrandendola e inserendo elementi nuovi, quali, ad esempio, le peschiere, una nuova isola e nuovi percorsi. Gli elementi predominanti rimangono comunque l'area verde e le zone libere. Il transito tra 700 e 800 nonché tra le famiglie dei Cappello e Comello segue comunque una certa continuità a livello stilistico.
Nel 1852 la proprietà della villa viene acquisita dall'imperatrice Maria Anna Pia di Savoia che ne ordina la ristrutturazione nonché l'ulteriore ampliamento. La regina dell'Impero Asburgico non potrà tuttavia godere della proprietà, dato che nel 1866 il Veneto entra a far parte dell'Italia.
Nel 1859 la villa passa ad essere proprietà dei Raggio De Micheli di Novi Ligure, famiglia che sperpererà i propri danari e proprietà, inclusa la villa, che, nel 1929 viene comprata dall'attuale INPS. Sarà sede di un sanatorio per malati di TBC
Nel 1978 in coincidenza con la nuova amministrazione da parte dell'USSL, la villa viene adibita a casa di riposo e non più ad ospedale, mentre le barchesse divengono sede di servizi sociali e sanitari. Solo in seguito il comune diverrà proprietario dell'appezzamento terriero corrispondente al parco nonché della parte ovest della villa nella quale è stata ricavata la Biblioteca civica.

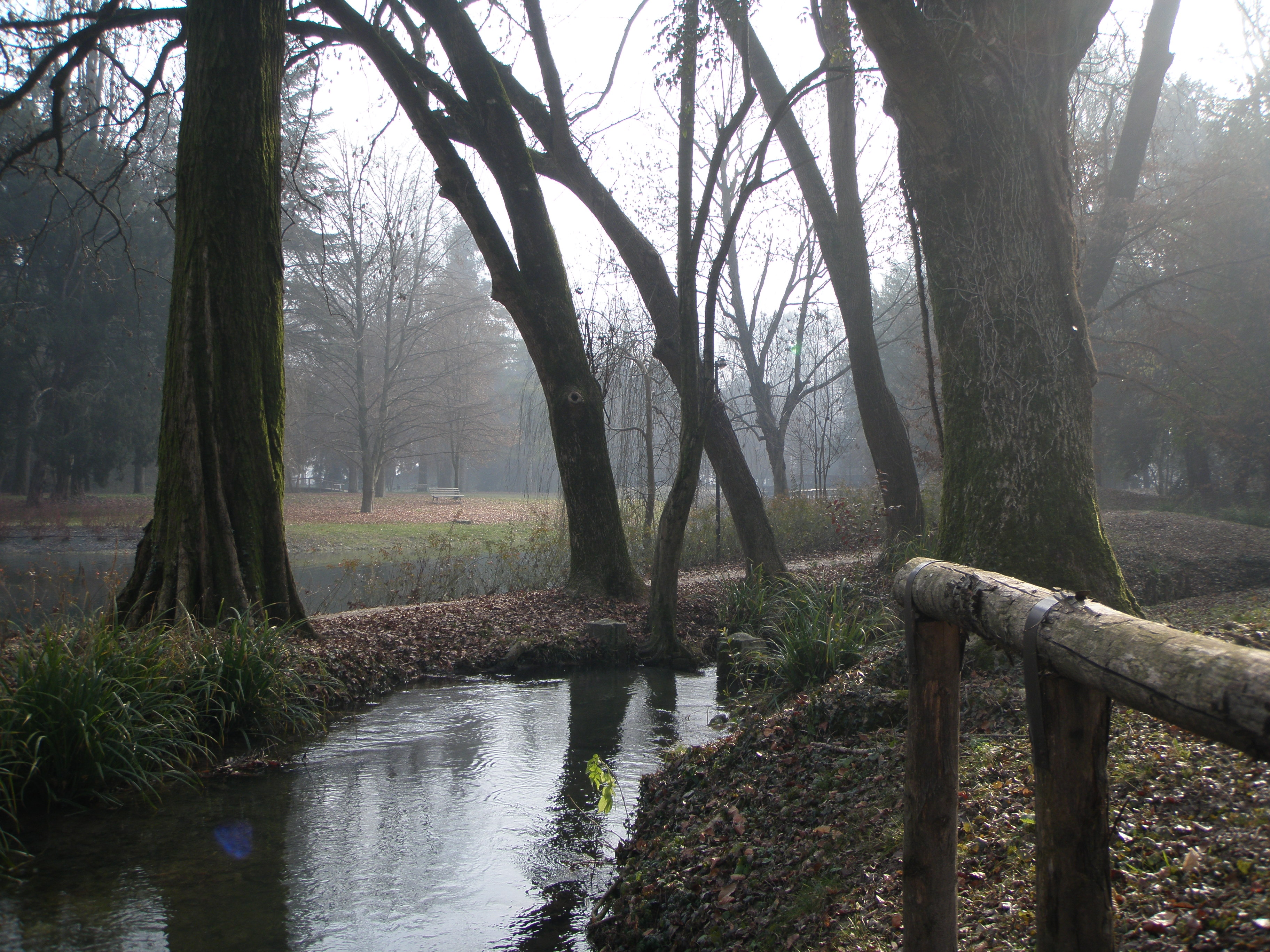
Vista del parco e canaletta

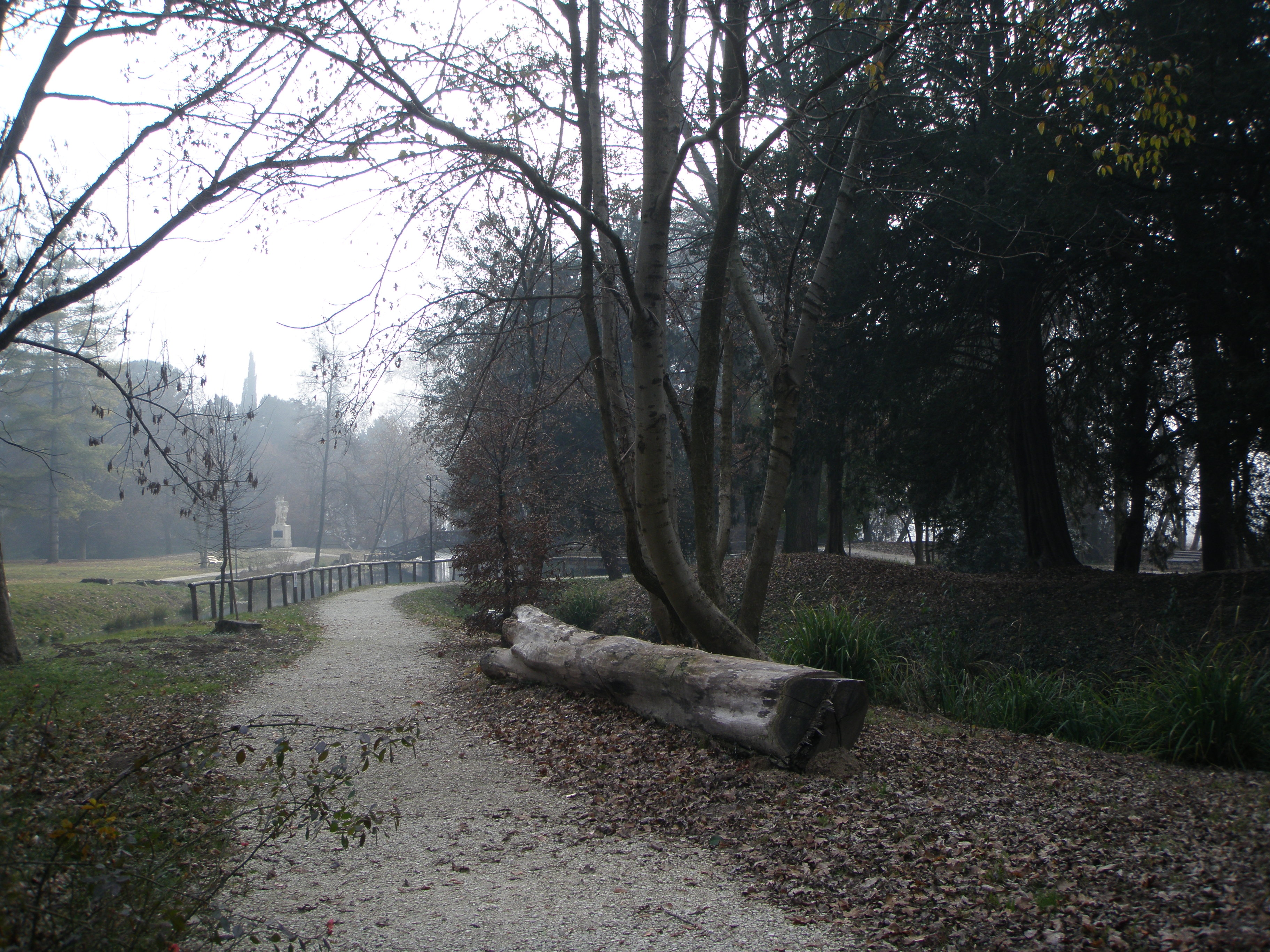
Vista del parco -sentiero-

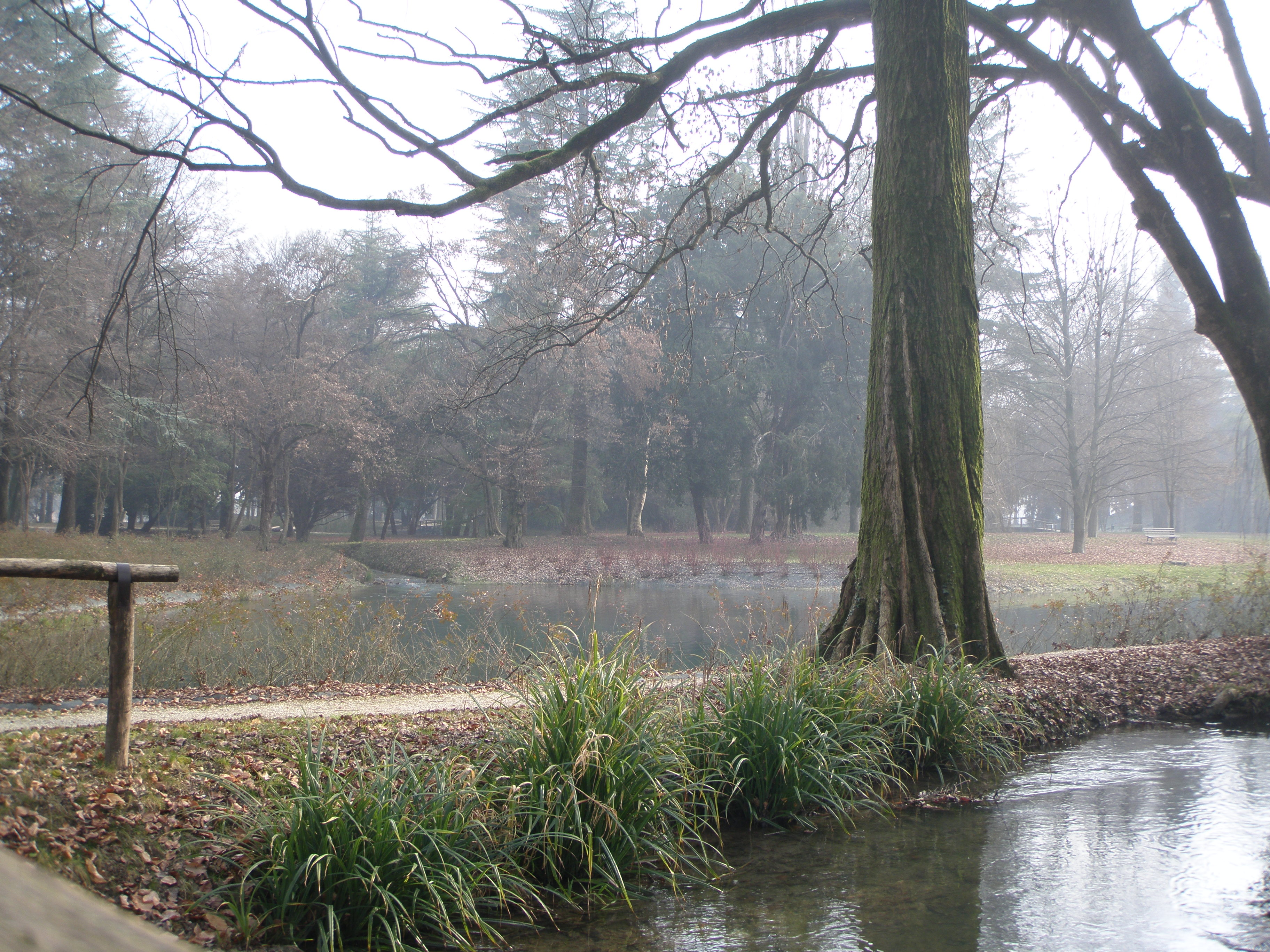
Vista del parco e del laghetto

## Il Restauro
È nella primavera del 2006 che l'Amministrazione Comunale decide per il restauro del parco. In pochi mesi il progetto otterrà il benestare della Sovraintendenza dei Beni Architettonici e Ambientali del Veneto.
La vegetazione del parco era costituita –prima del restauro- da 1700 piante di 78 diverse specie. Il 66% delle piante presenti avevano meno di 50 anni mentre il 3% aveva più di 100 anni. Più di un terzo delle piante erano morte, altre avevano bisogno di interventi quali, ad esempio, la potatura e molte altre si potevano annoverare tra le piante infestanti.
Con il restauro sono state eliminate 700 piante, ne sono state impiantate 200, sono stati riseminati tratti di sottobosco ed aree adibite a prato. Si è ampliato il lago (11.500 m² per 2.5 m di profondità), si è inoltre costituito un sistema di rogge che contornano il parco, le quali assicurano un ricambio d'acqua totale ogni 3-4 giorni. Oltre alla creazione di un sistema di irrigazione continuo si è provveduto a creare 11 ponti in legno e una zona d'imbarco con la prospettiva di offrire la possibilità di fare il giro in barca del lago. Si sono installati i giochi per bambini, panchine e si è costruito un nuovo capitello oltre ad aver provveduto a ripulire il monumento della “Bella Italia”. È stato creato anche un sistema di illuminazione che permette una migliore fruizione del parco

## Il parco
Si può accedere al parco che circonda la villa attraverso un vialetto che si trova sul lato occidentale. Si dovrà percorrere lo stesso vialetto anche nel caso in cui si voglia accedere alla nuova sede della biblioteca comunale. Si ricorda che all'interno del parco sono presenti specie arboree di indubbio valore come, ad esempio, il cedro dell'Himalaya, una coppia di aceri giapponesi e un cipresso dell'Arizona.

### Il parco in cifre
- Viale d'entrata e pre parco: 11.225 m2
- Parco:  61.305 m2
- Area agricola circondante il parco: 212.216 m2
- Canali d'acqua: 4.500 m2
- Laghetto: 11.500 m² – profondità da 1,5 a 2,5 m
- Superficie totale dentro le mura: 340.633 m2
- Piante presenti: 1.500